# Platylabus erythrocoxa
Platylabus erythrocoxa là một loài tò vò trong họ Ichneumonidae.